# SA Tennis Open 2010
Il SA Tennis Open 2010 è stato un torneo di tennis giocato sul cemento nella categoria ATP World Tour 250 series nell'ambito dell'ATP World Tour 2010.
È stata la 18ª edizione del SA Tennis Open.Si è giocato a Johannesburg in Sudafrica dal 1 al 7 febbraio 2010.

## Partecipanti

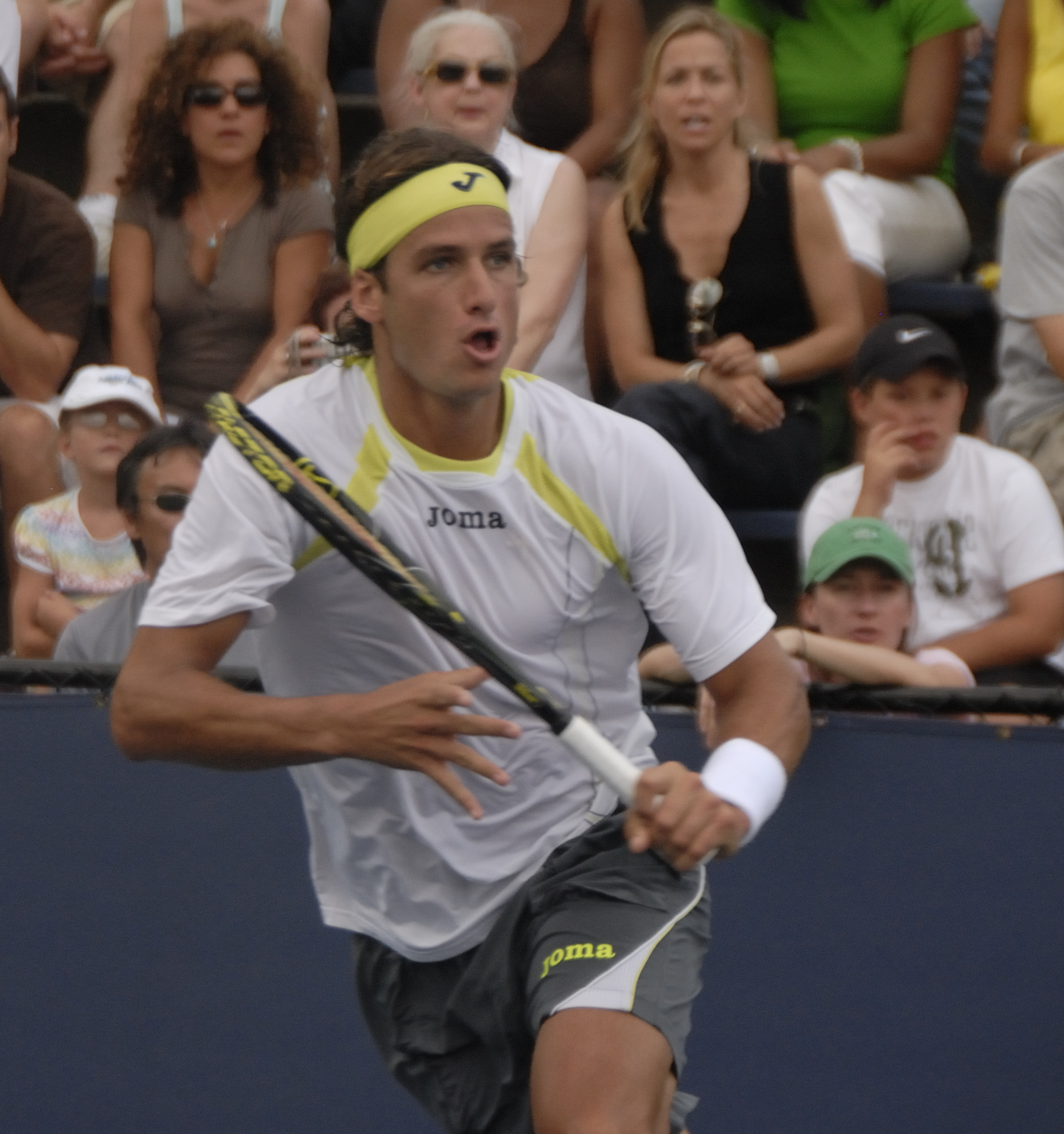
Feliciano López, vincitore del torneo di singolare.

### Teste di serie
| Nazionalità   | Atleta            | Ranking* | Testa di serie |
| ------------- | ----------------- | -------- | -------------- |
| Francia       | Gaël Monfils      | 12       | 1              |
| Spagna        | David Ferrer      | 18       | 2              |
| Spagna        | Feliciano López   | 46       | 3              |
| Svizzera      | Marco Chiudinelli | 58       | 4              |
| Stati Uniti   | Rajeev Ram        | 84       | 5              |
| Belgio        | Xavier Malisse    | 93       | 6              |
| Taipei cinese | Lu Yen-hsun       | 101      | 7              |
| Francia       | Stéphane Robert   | 104      | 8              |

- Ranking al 18 gennaio 2010.

### Altri partecipanti
Giocatori che hanno ricevuto la wild card nel tabellone principale:
- Rik De Voest
- Raven Klaasen
- Izak van der Merwe

Giocatori passati dalle qualificazioni:

- Benjamin Balleret
- Noam Okun
- Filip Prpic
- Fritz Wolmarans

## Campioni

### Singolare
Feliciano López ha battuto in finale  Stéphane Robert con il punteggio di 7–5, 6–1

### Doppio
Rohan Bopanna /  Aisam-ul-Haq Qureshi hanno battuto in finale  Karol Beck /  Harel Levy con il punteggio di 2–6, 6–3, 10-5